# بنك بيبلوس

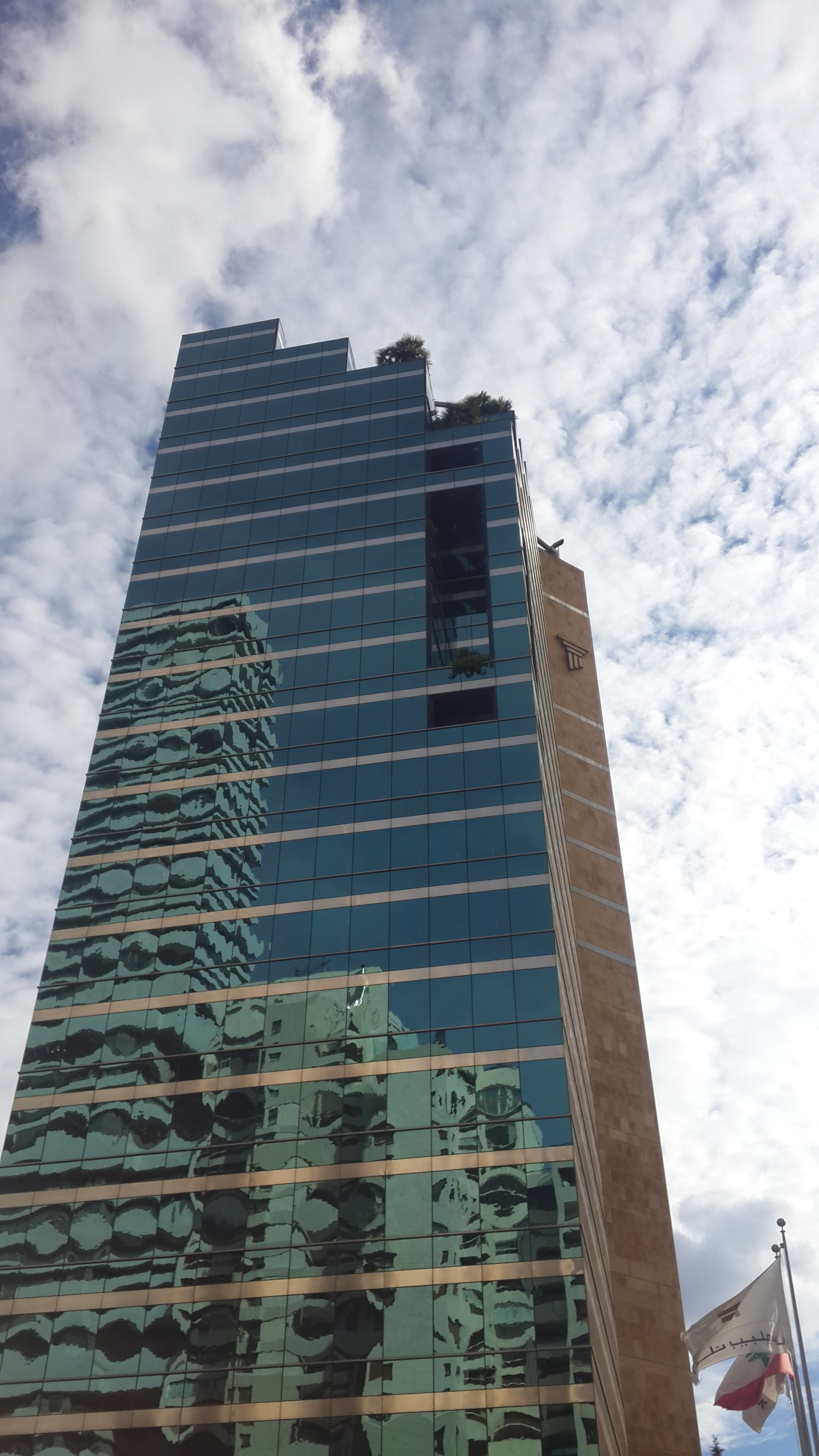
المقر الرئيسي لبنك بيبلوس في الأشرفية، شارع إلياس سركيس، بيروت.

بنك بيبلوس (Byblos Bank Group) هو مصرف لبناني أنشأ في العام 1963 ، ومقره الرئيسي في بيروت عاصمة لبنان. يملك بنك بيبلوس 78 فرعا في كافة مناطق لبنان.